# Truth Social
Truth Social (стилизовано TRUTH Social) је платформа друштвеног медија чији је аутор Trump Media & Technology Group, америчко предузеће за медије и технологију коју је основао у октобру 2021. године тада бивши председник САД, Доналд Трамп. Truth Social темељи се софтверу слободног и отвореног кода, Mastodon. Услуга је доступна само путем уређаја iPhone, а приступ тренутно дозвољен корисницима у САД и Канади. Део је алт-тека, који чине Parler и Gab.
Услуга је покренута 21. фебруара 2022. године. Претрпела је веће проблеме са скалирањем, што је довело до ниже од очекиване корисничке базе.